# Écaussinnes
Écaussinnes (en való Les Scåssenes) és un municipi belga de la província d'Hainaut a la regió valona. Fou creat de la fusió dels antics municipis de:
- Écaussinnes-d'Enghien
- Écaussinnes-Lalaing
- Marche-lez-Écaussinnes

## Personatges il·lustres
- Albert du Bois d'Enghien, poeta, diplomàtic i militant való.
- Willy Taminiaux, home polític
- Johan Walem, futbolista

## Agermanaments
- Lallaing
- Létavértes
- Pietrasanta
- Săcueni
- Grenzach-Wyhlen